# Lyngdal
Lyngdal es un municipio del condado Agder, Noruega. Lyngdal se estableció como municipio el 1 de enero de 1838. Austad y Kvas fueron separados de Lyngdal el 1 de enero de 1909, pero se fusionaron de nuevo con Lyngdal el 1 de enero de 1964, junto con el área de Spangereid oeste de Lenesfjorden.
Es un municipio costero, y limita al sureste Lindesnes municipio, Audnedal al noreste, Hægebostad al norte, y Kvinesdal y Farsund al oeste. Lyngdal fue declarada municipio el 1 de enero de 2001.
Las principales fuentes de ingresos son el procesamiento de la madera, la agricultura y el comercio. El turismo es también fundamental para la comunidad, las playas de Kvavik y Rosfjord son populares centros turísticos durante el verano.

## Historia

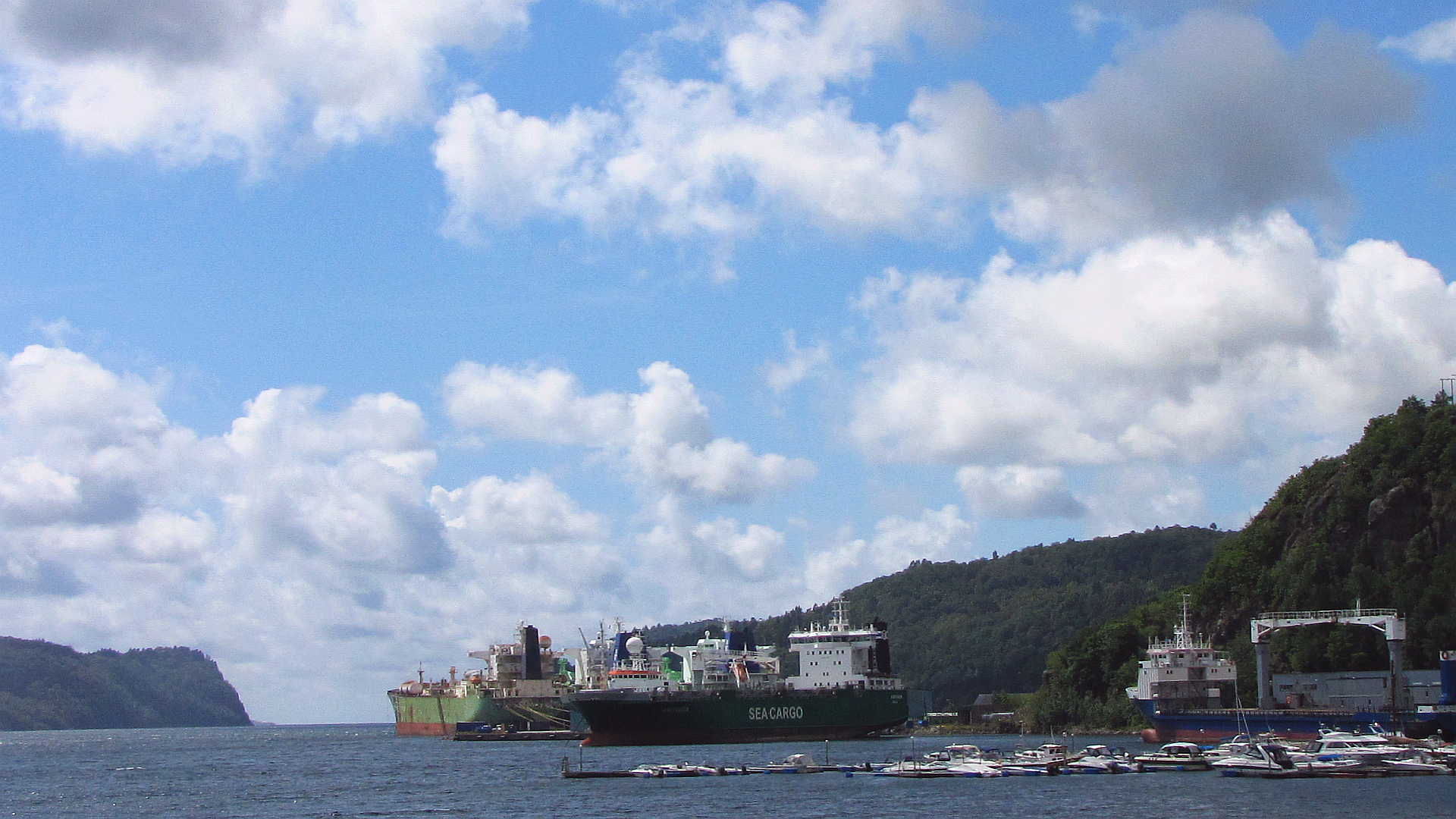
Agnefest en el sur de Lyngdal tiene desde 1771 un puerto natural aprobado en Rosfjord

La isla de Sælør sobre la costa sur del municipio es mencionada por Snorre, cuando el rey Olaf II el Santo pasa un invierno allí en el año 1028. Establecida en torno al puerto de Agnefest, Lyngdal prosperó gracias al comercio marítimo, y en 1771 presentó una solicitud para que fuera reconocido como un pueblo costero pequeño. Su ubicación costero también favoreció la  emigración; durante los siglos XVII y XVIII principalmente hacia la República de los Países Bajos, y durante el siglo XIX hacia Estados Unidos.

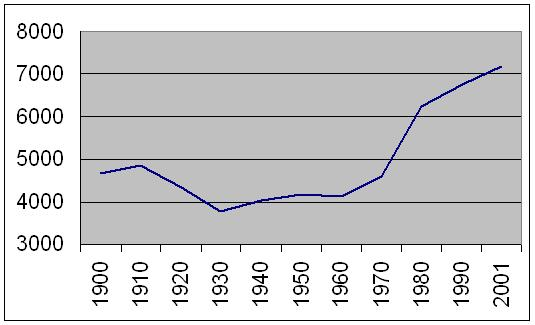
Evolución de la población de Lyngdal, 1900-2001 (SSB).

Aun antes de que los municipios fueran fusionados en 1964, las parroquias de Austad y Kvås, junto con Å (o Aa - la misma Lyngdal), formaban la gran parroquia de Lyngdal. Un censo de 1801 contabilizó 3529 pobladores en la zona que hoy abarca Lyngdal: 1850 en Å, 929 en Austad, 585 en Kvås y 165 en el sector este de Spangereid. En la actualidad a comienzos del siglo XXI la población es aproximadamente el doble de la existente en 1801: un poco más de 7000 habitantes.
La vida religiosa y el trabajo misionero han siempre sido muy importantes en Lyngdal, se destaca el trabajo del ministro Gabriel Kielland (1796–1854), quien atendió la parroquia entre desde 1837 a 1854, y su esposa Gustava (1800–89). Reconocida en la actualidad como una pionera del movimiento misionero y escritora de canciones populares, Gustava también escribió una de las primeras autobiografías de una mujer en Noruega: sus "Reminiscencias de mi vida" en 1880.